# Diplobrachia capillaris
Diplobrachia capillaris är en ringmaskart som först beskrevs av Southward 1959.  Diplobrachia capillaris ingår i släktet Diplobrachia och familjen skäggmaskar. Inga underarter finns listade i Catalogue of Life.